# Павловский, Антон Викторович
Анто́н Ви́кторович Павло́вский (1909, Вчерайше, Киевская губерния — 1 августа 1943, неизвестно) — советский педагог, директор Житомирского педагогического института (1939—1941).

## Биография
Родился в 1909 году в селе Вчерайше (ныне в Житомирской области) в бедной крестьянской семье. Работал общественным пастухом в родном селе.
В 1928 году окончил школу и поступил в Бердичевский учительский институт. В 1930 году перевёлся в Криворожский педагогический институт, который окончил в 1934 году. После окончания института поступил в Киевскую медицинскую академию, где проучился до 1935 года.
С 1935 года работал учителем и методистом Вчерайшенского района. В 1936—1937 годах — директор средней школы в селе Макаровка Вчерайшенского района. Затем работал директором средней школы в селе Халаимгородок.
В июле 1939 года назначен директором Житомирского педагогического института.
27 июня 1941 года призван в ряды Красной армии, участник Великой Отечественной войны, капитан.
Умер от ран 1 августа 1943 года. Похоронен в селе Дьяково Куйбышевский района Ростовской области.  

## Награды
- Медаль «За трудовую доблесть» (1939)[3].